# Stazione di Migeum
Migeum (미금역 - 美金驛, Migeum-myeok ) è una stazione ferroviaria servita dalla linea Bundang della Korail. La stazione si trova nel quartiere di Bundang-gu, a Seongnam, città della regione del Gyeonggi-do, in Corea del Sud. Il sottotitolo della stazione è "Ospedale dell'Università Nazionale di Seul a Bundang".

## Linee
Korail
■ Linea Bundang (Codice: K231)
Shin Bundang Line Corporation
■ Linea Sinbundang (Codice: D13)

## Struttura
La stazione è realizzata in sotterranea, con due marciapiedi laterali e due binari passanti, protetti da porte di banchina.
| 1 | ■ Linea Bundang | per Giheung, Mangpo e Suwon                |
| 2 | ■ Linea Bundang | per Bokjeong, Suseo, Seolleung e Wangsimni |

### Linea Sinbundang
| Dir. nord | ■ Linea Sinbundang | per Gangnam e Yangjae           |
| Dir. sud  | ■ Linea Sinbundang | per Gwanggyo Jungang e Gwanggyo |

## Stazioni adiacenti
| «                | Servizio        | »             |
| Linea Bundang    | Linea Bundang   | Linea Bundang |
| ---------------- | --------------- | ------------- |
| K230 Jeongja     | Locale Espresso | Ori K232      |
| Linea Sinbundang |                 |               |
| Jeongja          | -               | Dongcheon     |